# Fürstenberg-Stühlingen

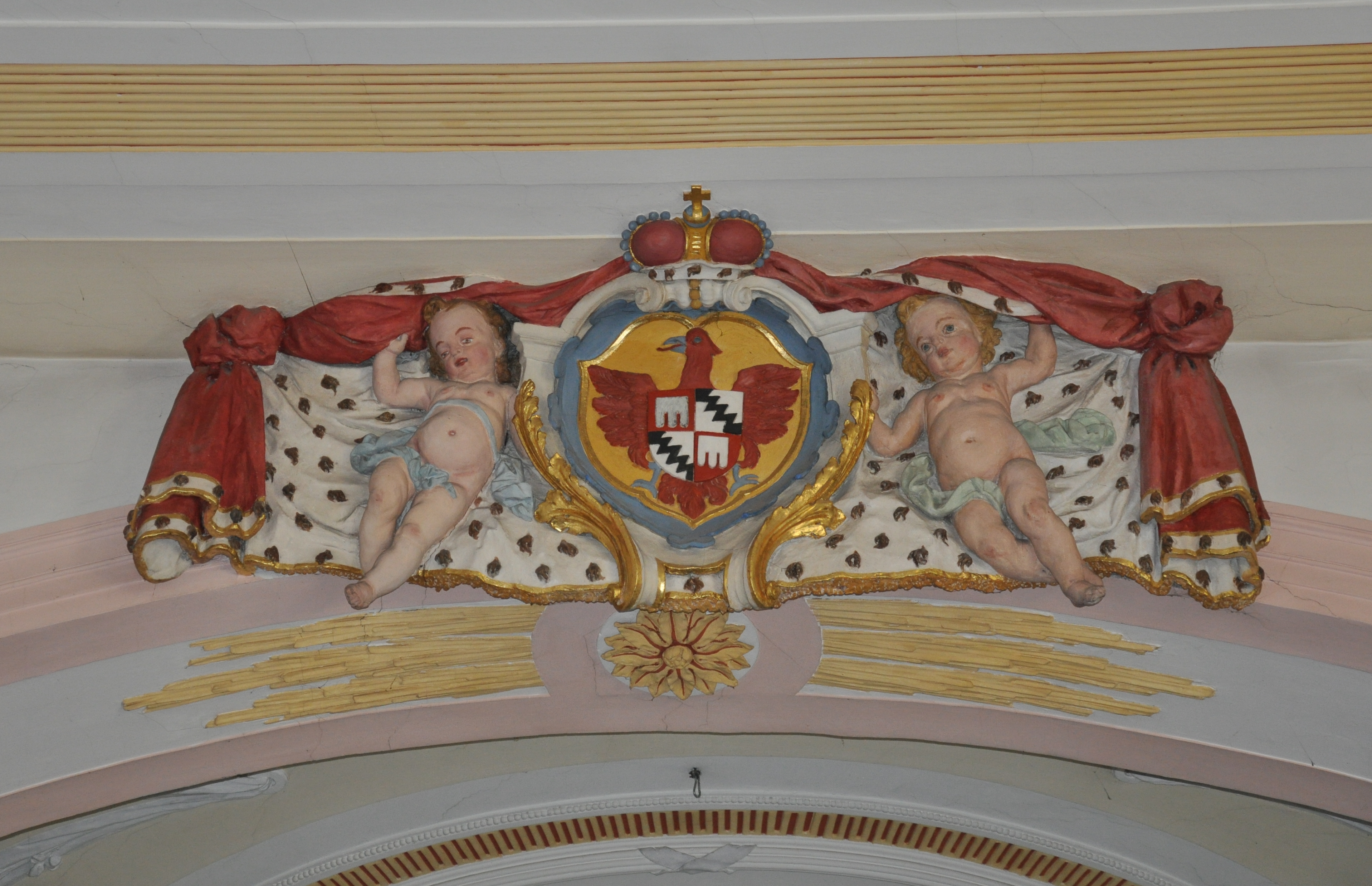
Escudo de armas de Fürstenberg-Stühlingen.

Fürstenberg-Stühlingen fue un condado alemán durante la Edad Media. Estaba localizado en el landgraviato territorial de Stühlingen. Emergió como una partición de Fürstenberg-Blomberg en 1614. Fue dividido en 1704 entre los hijos del Conde Próspero Fernando, con Fürstenberg-Fürstenberg yendo a manos de José Guillermo Ernesto y Fürstenberg-Weitra yendo a su hijo póstumo, Luis Augusto Egon.

## Condes de Fürstenberg-Stühlingen (1614-1704)
- Federico Rodolfo de Fürstenberg (1614-1655)
- Maximiliano Francisco (1655-1681)
- Leopoldo Marquard (1681-1689) con Próspero Fernando (1681-1704)

- Datos: Q3755501